# Салигаскарова, Магафура Галиулловна
Магафура Галиулловна Салигаскарова (баш. Мәғәфүрә Ғәлиулла ҡыҙы Сәлиғәскәрова; 20 ноября 1922, Староихсаново, Башкирская АССР — 7 октября 2015, Уфа) — башкирская оперная певица (меццо-сопрано). Заслуженная артистка Башкирской АССР (1949) и РСФСР (1955), Народная артистка Башкирской АССР (1951) и РСФСР (1957).

## Биография
Родилась в деревне Ихсаново Белебеевского кантона Башкирской АССР.
С 1938 года являлась артисткой хора.
В 1938—1972 гг. работала в Башкирском государственном театре оперы и балета.
В 1941—1942 гг. занималась в Башкирской оперной студии Московской консерватории, где училась параллельно с работой в театре. Брала уроки вокала у преподавателя Уфимского музыкального училища Риммы Лазаревны Фишер.
В 1947 году участвовала во Всероссийском смотре театральной молодёжи и была удостоена первой премии за исполнение Хабанеры из оперы «Кармен». Позднее стала лауреатом Всемирного фестиваля демократической молодёжи и студентов в Праге.
Член КПСС с 1953 года. Депутат Верховного Совета РСФСР 3-го созыва.

## Творчество
В театре дебютировала в партии Ольги в опере «Евгений Онегин» П. И. Чайковского в сезоне 1941/42. Стала одной из ведущих солисток оперного театра. Одной из лучших партий Магафуры Галиулловны была Кармен в одноимённой опере Жоржа Бизе. В концертном репертуаре певицы арии и романсы зарубежных, русских и башкирских композиторов, а также народные песни.
Исполнила свыше 20 партий:
- Ольга, Няня («Евгений Онегин»), Любовь («Мазепа»), Полина («Пиковая дама», все — П. И. Чайковского);
- Нэркэс («Акбузат» Х. Ш. Заимова, А. Э. Спадавеккиа);
- Любаша («Царская невеста» Н. А. Римского-Корсакова);
- Яубике («Шаура»), Кюнбике («Салават Юлаев», обе — З. Г. Исмагилова);
- Кончаковна («Князь Игорь» А. П. Бородина);
- Амнерис («Аида»), Азучена («Трубадур», обе — Дж. Верди);
- Тугзак («Алтынсэс» Н. Г. Жиганова);
- Аксинья («Тихий Дон» И. И. Дзержинского);
- Ульяна («Молодая гвардия» Ю. С. Мейтуса);
- Айхылу («Хакмар» М. М. Валеева);
- Яланбике («Дауыл» Р. А. Муртазина).